# Història del Tibet

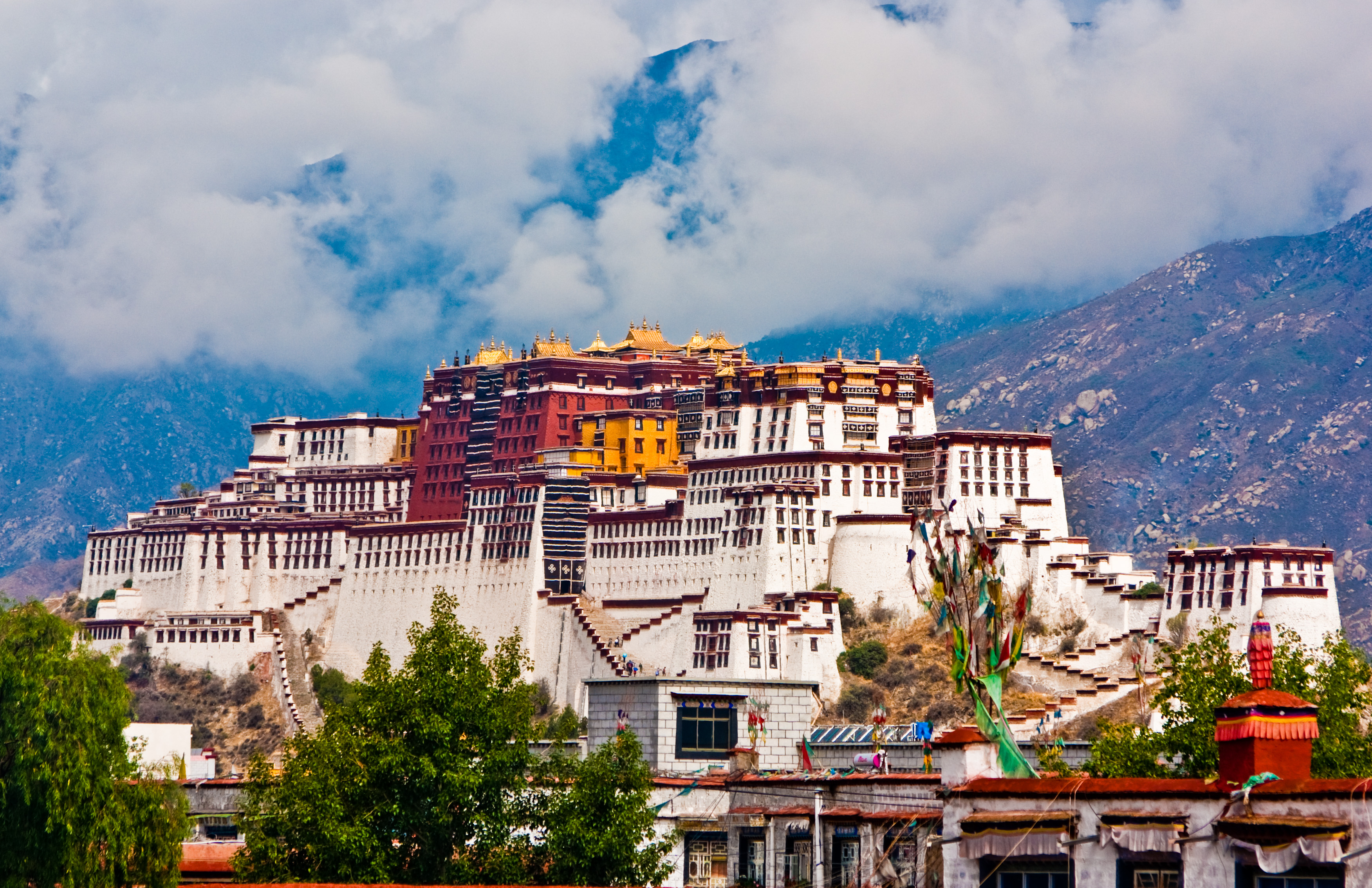
Imatge del Potala

La major part de la història del Tibet no es va registrar fins a la introducció del budisme tibetà al voltant del segle vi, tot i que l'altiplà tibetà ha estat habitat des de temps prehistòrics. Els textos tibetans es refereixen al regne de Zhangzhung (c. 500 aC - 625 dC) com el precursor dels regnes tibetans posteriors i els qui van originar la religió Bon. Tot i que existeixen relats mítics dels primers governants de la dinastia Yarlung, els relats històrics comencen amb la introducció del budisme de l'Índia al segle VI i l'aparició d'enviats de l'Imperi Tibetà unificat al segle VII. Després de la dissolució de l'imperi i un període de fragmentació als segles IX-X, un renaixement budista als segles X-XII va veure el desenvolupament de tres de les quatre principals escoles del budisme tibetà.
Després d'un període de control de l'Imperi Mongol i la dinastia Yuan, el Tibet es va independitzar efectivament al segle xiv i va ser governat per una successió de cases nobles durant els següents 300 anys. Al segle xvii, el lama superior de l'escola Gelug, el Dalai Lama, es va convertir en el cap d'estat. Al segle xviii, un cos expedicionari de la dinastia Qing va conquerir el Tibet, i va romandre un territori Qing fins a la caiguda de la dinastia. El 1959, el 14è Dalai Lama es va exiliar a l'Índia en resposta a les hostilitats amb la RPC. La invasió xinesa i la fugida del Dalai Lama van crear diverses onades de refugiats tibetans i van provocar la creació de diàspores tibetanes a l'Índia, els Estats Units i Europa.
Després de la invasió xinesa, l'independentisme tibetà i els drets humans van esdevenir qüestions internacionals, i van guanyar visibilitat a la dècada del 1980 i 1990 al costat del 14è Dalai Lama. Les autoritats xineses han intentat fer valer el control sobre el Tibet i han estat acusades d'haver destruït llocs religiosos i proibit la possessió d'imatges del Dalai Lama i altres pràctiques religioses tibetanes. Durant les crisis creades pel Gran Salt Endavant, el Tibet va ser sotmès a una greu fam, suposadament a causa de l'apropiació de cultius i aliments tibetans per part del govern de la RPC. La RPC contesta aquestes afirmacions i assenyala les seves inversions en infraestructura, educació i industrialització tibetanes com a evidència que han substituït un govern feudal teocràtic per un estat modern.

## Prehistòria
Algunes dades arqueològiques suggereixen que els humans arcaics van passar pel Tibet quan l'Índia va ser habitada per primera vegada, fa mig milió d'anys. Les empremtes de mans i peus suggereixen que els homínids estaven presents als 4.000 metres sobre el nivell del mar de l'altiplà tibetà fa 169.000-226.000 anys. Els humans moderns van habitar per primera vegada l'altiplà tibetà fa almenys vint-i-un mil anys. Aquesta població va ser substituïda en gran part al voltant del 3000 aC per immigrants neolítics del nord de la Xina. Tanmateix, hi ha una "continuïtat genètica parcial entre els habitants del Paleolític i les poblacions tibetanes contemporànies". La gran majoria dels components d'ADNmt matern tibetà permeten rastrejar la seva ascendència tant al paleolític com al Neolític durant l'Holocè mitjà.
Els monuments megalítics esquitxen l'altiplà tibetà i podrien haver estat utilitzats en el culte dels avantpassats. Recentment s'han trobat forts i complexos funeraris prehistòrics de l'edat del ferro a l'altiplà tibetà, però la ubicació remota a gran altitud dificulta la investigació arqueològica.

## Dinastia dels 30 reis
Aquesta dinastia es va mantenir fins que, 30 reis després, el mític rei Songtsen Gampo (segle vii) va assumir el poder. Amb aquest rei el Tibet va arribar a la seva màxima expansió: aconseguí tenir 40 milions d'habitants i expandí les seves fronteres fins a entrar a la Xina i prendre Chang'an (Xi'an) l'any 763. El rei Songtsen Gampo es va casar amb dues princeses budistes, una d'origen xinès i l'altra d'origen indi. Això li va permetre conèixer ambdues civilitzacions i, també, el budisme mahayana. El País de les Neus, fins llavors un estat feudal (17 feus), va ser convertit per aquest rei en una nació unificada i més pacífica. Va enviar estudiants a l'Índia, on van aprendre el sànscrit i van començar a traduir al tibetà la vasta literatura budista. A la fi del segle viii es va convidar al mestre Padmasambhava (literalment 'nascut del lotus'), també conegut al Tibet com Guru Rinpoché ('mestre preciós'), a ensenyar la filosofia budista. És gràcies a aquests dos personatges que es va introduir el budisme al Tibet. Els tibetans consideren Guru Rinpoché com el segon Buda després de Shakyamuni, any 500 aC. L'emperador Trisong Detsen i el mestre Padmasambhava van construir temples com el Jokhang o Ramotxe (tots dos a Lhasa, nova capital tibetana) així com nombrosos monestirs.
L'any 821 el Tibet va signar un tractat de pau amb la Xina. El budisme va ser perseguit durant anys i el rei Yeshe Oe és capturat perquè abandoni la seva ideologia i ensenyaments. Aquest rei estava intentant convèncer el mestre indi Atisha perquè anés al Tibet. El nebot del rei, Jangchub Oe, va enviar traductors i altra gent fins que van aconseguir que Atisha visités el Tibet. Al Tibet, Atisha va compondre Una llum en el camí, obra de gran valor espiritual de la qual deriva una tradició d'ensenyaments molt important. Sota la influència d'Atisha (que va viure al Tibet entre 1042 i 1055), els ensenyaments van tornar a florir, es van construir més monestirs, es va concloure la traducció de textos budistes i es donà pas a la producció de textos pròpiament tibetans. Gràcies al pes d'aquesta política de la no-violència, es va impedir el sorgiment de noves dinasties. Les institucions monàstiques van començar a guanyar poder mentre que les famílies nobles que governaven l'anaven perdent.

## L'arribada de l'Imperi mongol
Al segle xiii el Tibet va ser dominat per l'Imperi Mongol; s'hi fundaren les dinasties xineses Yuan i Xing, i s'uniren a la dinastia autòctona Ming, fundada pels Han. Els governants mongols li van donar gran autonomia secular a l'escola de Sakya del budisme tibetà. Durant tres segles el Tibet va seguir governat per dinasties seculars. Al segle xvi, Altan Khan, de la tribu mongol de Turnet, va donar suport al govern religiós del Dalai-lama, i fou el budisme la religió predominant entre mongols i tibetans. Al segle xvii el jesuïta Antoni de Andrade va aconseguir travessar les muntanyes de l'Himàlaia i penetrà al Tibet, fou el primer europeu a aconseguir-ho.

## El Tibet sota l'Imperi xinès
Tseren Dondup, el germà del kan jungar Tsewang Rabtan, va envair el Kanat de Khoshut el 1717, va destituir Yeshe Gyatso, va matar Lha-bzang Khan i va saquejar Lhasa. L'emperador Kangxi va prendre represàlies el 1718, però la seva expedició militar va ser aniquilada pels jungars a la batalla del riu Salween, no gaire lluny de Lhasa.  Una segona expedició més gran enviada per Kangxi, juntament amb les forces tibetanes sota Polhanas de Tsang i Kangchennas (també escrit Gangchenney), el governador del Tibet occidental, va expulsar els jungars del Tibet el 1720. Van portar Kelzang Gyatso amb ells de Kumbum a Lhasa i el van instal·lar com el 7è Dalai Lama el 1721. Els habitants de Turfan i Pichan van aprofitar la situació per rebel·lar-se sota un cap local, Amin Khoja, i van abandonar la dinastia Qing.
El 1904 els britànics van enviar un fort contingent militar i van envair Lhasa, i forçaren d'aquesta manera l'obertura de la frontera entre l'Índia (llavors colònia anglesa) i el Tibet. El 1906 els britànics van signar un tractat amb la Xina pel qual el Tibet es convertia en un protectorat britànic.
El 1907 es va signar un nou tractat entre la Gran Bretanya, la Xina i Rússia, en què se li donava a la Xina la sobirania sobre el Tibet. El 1910 el poder central Qing va exercir per primera vegada el govern directe sobre el Tibet.

## El Tibet independent (1912-1950)
El 1911 es va proclamar la República a la Xina, la qual cosa va obligar les tropes xineses estacionades al Tibet a tornar, oportunitat que va aprofitar el Dalai-lama per restablir el seu control sobre el Tibet. El 1913 el Tibet i Mongòlia van signar un acord reconeixent la seva mútua independència de la Xina.
El 1914 es va negociar un tractat entre la Xina, el Tibet i la Gran Bretanya denominat Convenció de Simla. Durant aquesta convenció els invasors britànics van tractar de dividir el Tibet en dues regions, la qual cosa no va prosperar. No obstant això els representants del Tibet i de la Gran Bretanya van signar un acord a esquenes de la Xina, mitjançant el qual el Tibet seria una regió autònoma de la Xina i els britànics s'adjudicarien 90.000 km² de territori tradicionalment tibetà que correspon a l'actual estat d'Arunachal Pradesh. Després de declarada la independència de l'Índia, aquesta nació va considerar aquesta regió com a seva en funció de la frontera establerta en l'esmentat tractat. La Xina, però, va rebutjar aquesta posició, indicant que aquest tractat no tenia validesa, ja que no havia estat signat per ells i el Tibet no era una nació independent, sinó un protectorat de la Xina. La disputa per aquesta regió va ocasionar la guerra entre la Xina i l'Índia el 1962.
En esclatar la Revolució Xinhai i la Primera Guerra Mundial el Tibet va perdre interès per les potències occidentals i per la Xina. En aquesta conjuntura el tretzè Dalai-lama va prendre el govern del Tibet sense interferència d'altres estats.

## El Tibet incorporat a la República Popular de la Xina
La invasió xinesa del Tibet anomenada també Batalla de Chamdo fou una campanya militar dirigida pel govern xinès al final de la Guerra Civil xinesa en contra del govern de facto independent del Tibet a Qamdo en octubre de 1950. El propòsit de la campanya fou capturar el gruix de l'exèrcit tibetà, desmoralitzar el govern de Lhasa i obligant-lo a desbloquejar mesos de negociacions per enviar negociadors a Pequín que eventualment acceptarien la sobirania xinesa sobre el territori. La campanya va tenir com a resultat la captura de Qamdo per part dels xinesos, i, finalment, la incorporació del Tibet a la República Popular de la Xina.
El 1951 es va redactar l'Acord dels disset punts entre el Govern Popular Central i el Govern Local del Tibet sobre Mesures per a l'Alliberament Pacífic del Tibet, que va ser signat pels plenipotenciaris de el govern tibetà a Lhasa i els plenipotenciaris del govern popular central el 23 de maig de 1951, i ratificat pel 14è Dalai-lama en forma de telegrama el 24 d'octubre de 1951 sota la pressió del govern xinès. Aquest pla considerava l'administració conjunta del govern xinès amb el govern del Tibet. En aquella època la majoria de tibetans vivien sota un règim de servitud, ja que la major part de la terra era posseïda pels lames. El pla va ser implantat però no sobre tot el territori, ja que les regions de Kham Oriental i Amdo van ser considerades províncies xineses, i s'hi dugué a terme una reforma radical de la tinença de terres.
El juny de 1956 i a conseqüència d'aquesta reforma, va esclatar una rebel·lió en aquestes dues regions, la qual, recolzada per la CIA nord-americana, es va estendre fins a Lhasa. L'exèrcit xinès va aconseguir doblegar la rebel·lió el 1959, en accions militars que van ocasionar la mort de milers de tibetans. El catorzè Dalai-lama i els seus principals col·laboradors van fugir a l'Índia, des d'on van seguir recolzant accions rebels contra l'exèrcit xinès fins al 1969, quan la CIA va deixar d'ajudar-lo i la resta de potències occidentals tampoc hi van col·laborar.
Encara que el Panchen Lama estava virtualment presoner a Lhasa, els xinesos el van mostrar com el cap del govern del Tibet en absència del Dalai-lama, que tradicionalment havia estat el governant de la regió. El 1965 la Xina va introduir canvis substancials quan va desposseir de les terres els lames i va introduir l'educació secular.
Durant la Revolució Cultural de la Xina el Tibet va patir seriosos danys al seu patrimoni cultural, inclosa l'herència budista. Milers de temples i monestirs budistes van ser destruïts i diversos monjos van ser assassinats.
El 1979 es va restablir la llibertat religiosa (i milers de temples budistes van tornar a obrir les portes), encara que els condicionants i limitacions són importants com la prohibició als lames que qüestionin el dret de la Xina a governar el Tibet.
El 1989 el Panchen Lama va morir, i el Dalai-lama i el govern de la Xina van reconèixer diferents reencarnacions. Respectant la religió dels tibetans, el govern de la Xina va reconèixer oficialment la reencarnació del Panchen Lama, d'acord amb la tradició Vajrayana budista. Per a això es van valer del procediment que es va utilitzar en la dinastia Qing mitjançant el qual el Panchen Lama era triat en una insaculació utilitzant una urna d'or on els noms dels possibles Panchen Lama estaven inserits en boles d'ordi. Per la seva banda, el Dalai-lama va nomenar Gedhun Choeky Nyima com l'onzè Pachen Lama, mentre que el govern xinès va triar al nen anomenat Gyancain Norbu. Gyancain va ser criat a Pequín i apareix en públic molt esporàdicament. Choeky i la seva família, d'acord amb els exiliats tibetans, semblen estar presoners. El govern xinès afirma que està lliure sota una identitat falsa a fi de protegir la seva privacitat.

### El Tibet des dels Jocs Olímpics de Pequín 2008
La realització dels Jocs Olímpics a Pequín durant el 2008 va generar àcides protestes per part de tibetans i simpatitzants de la causa tibetana a tot el món. La policia de països amb gran quantitat de refugiats tibetans com l'Índia i el Nepal va haver de mantenir l'ordre davant les protestes. Al Japó, un estat de llarga tradició budista on més del 98% de la població és d'aquesta religió, es van fer multitudinàries protestes protibetanes per l'arribada del president xinès Hu Jintao.
A més del suport mostrat pels japonesos, el llavors candidat presidencial Barack Obama va sol·licitar al president George W. Bush que no assistís als Jocs Olímpics de Pequín si el govern xinès no dialogava amb el Dalai-lama. El president de França Nicolas Sarkozy i el secretari general de les Nacions Unides, Ban Ki-Moon, no van assistir a l'obertura dels Jocs. També hi va haver un comunicat emès per 12 intel·lectuals xinesos que recolzaven l'autonomia del Tibet i sol·licitaven al govern de Pequín aturar el conflicte ètnic.
Alguns grups de joves tibetans radicals com l'Organització d'Estudiants per un Tibet Lliure, que cerquen no sols l'absoluta independència del Tibet (no l'autonomia promulgada pel govern tibetà a l'exili liderat pel Dalai-lama), sinó també la lluita armada, s'han enfrontat al mateix lideratge tradicional tibetà i el govern xinès els culpa d'estar darrere dels motins i aixecaments populars anticomunistes del Tibet. No obstant això, el Dalai-lama es va reunir amb Tsewang Rigzin, líder del Congrés de Joventut Tibetana, i altres dirigents radicals per esmenar les notícies. Lhadon Tethong, directora d'Estudiants per un Tibet Lliure, va reconèixer que ningú posa en dubte l'autoritat del Dalai-lama, però que els joves tibetans, en haver crescut en nacions democràtiques, són més exigents en la seva recerca de l'emancipació del Tibet.
Al març del 2010 va començar una nova forma de protesta (cremar-se a l'estil bonze) contra la repressió que segons molts tibetans pateix la seva cultura i la seva religió per part de les autoritats xineses. Entre aquesta data i finals de maig del 2012 s'havien immolat com a mínim 32 persones en tres províncies de la Xina que tenen una població tibetana nombrosa (Sichuan, Qinghai i Gansu), però no al mateix Tibet, de les quals havien mort almenys 27, segons grups de defensa dels drets dels tibetans. El diumenge 27 de maig del 2012 es van produir les primeres immolacions a l'interior del Tibet quan dues persones es van cremar a l'estil bonze a la capital Lhasa, a prop del temple de Jokhang, la qual cosa va desencadenar una onada de detencions a Lhasa en els dies següents. Segons la Ràdio Free Asia, mitjà lligat al govern dels Estats Units que té servei en llengua tibetana, van ser arrestades al voltant de 600 persones, entre les quals hi ha diversos sospitosos d'haver gravat les immolacions amb els seus telèfons mòbils. Aquesta mateixa emissora va informar que el dimecres 30 de maig una dona de 33 anys es va cremar a l'estil bonze a prop d'un monestir budista d'Aba (província de Sichuan). També hi ha hagut immolacions d'exiliats tibetans fora de la Xina, com la que es va produir a Nova Delhi al març del 2012.